# 花山院家賢
花山院 家賢（かさんのいん いえかた）は、南北朝時代の公卿・歌人。大納言・花山院師賢の子。官位は従三位・権中納言（北朝）、正二位・内大臣（南朝）。始め北朝に仕えたが、失脚後は南朝で栄達した。妙光寺と号する。

## 経歴
元弘2年/正慶元年（1332年）討幕に関与した父師賢が流罪地で客死したものの、母方の庇護があったためか、北朝の下で官位は順調に進み、侍従･右近衛中将･春宮権亮などを歴任。正平2年/貞和3年（1347年）11月従三位に叙されて公卿に列し、正平3年/貞和4年（1348年）4月参議に任じられ、正平4年/貞和5年（1349年）12月の崇光天皇即位式に際しては親王代を務めた。正平5年/観応元年（1350年）10月大嘗会御禊行幸の供奉に関して「子細」を申し出たために職を止められたが、翌正平6年/観応2年（1351年）6月花山院長定（母の弟）の推挙で還任。南朝による正平一統後も北朝に留まり、正平8年/文和2年（1353年）12月権中納言に任じられ、正平9年/文和3年（1354年）4月左衛門督を兼ねた。ただ、閏10月には何らかの事情で辞職しており、以降北朝での昇進は見られない。正平10年/文和4年（1355年）後光厳天皇の避難する近江国行宮（成就寺）への不参を咎められ、徳大寺公清らと共に家領を一時没収される処分を受けた。
正平12年/延文2年（1357年）1月、遂に兄・信賢と共に南朝（当時の行宮は金剛寺）へ参候し、再び家領を没収された。南朝では元の官位のまま任用されたらしく、中納言から権大納言を経て、正平20年/貞治4年（1365年）右近衛大将として所見。翌正平21年/貞治5年（1366年）内大臣に至ったが、同年6月23日現職で薨去した。享年41か。
南朝歌壇における中心歌人であり、自邸で百首歌を主催した他、正平18年（1363年）の『内裏名所百首』・『探題五十首』、同20年（1365年）の『内裏三百六十首歌』・『探題七百首』などに詠進した。准勅撰集『新葉和歌集』には「妙光寺内大臣」として52首が入集し、また、勅撰集『新続古今和歌集』にも1首が入集する。

## 系譜
- 父：花山院師賢（1301-1332）
- 母：花山院家定の娘 - 新葉集作者の「妙光寺内大臣母」
  - 兄弟姉妹：花山院経賢、花山院信賢、後伏見院三条局（洞院公賢室）、女子
- 室：某女（1326頃-?） - 新葉集作者の「右近大将長親母」
  - 男子：花山院長賢（?-1366）
  - 男子：花山院長親（1347?-1429）
  - 男子：簡中元要 - 入明僧
- 生母不明の子女
  - 男子：花山院師兼（1349?-1393?） - 推定。長親らと同母の可能性もある